# Unione Sportiva Libertas 1924-1925
Questa pagina raccoglie le informazioni riguardanti l'Unione Sportiva Libertas nelle competizioni ufficiali della stagione 1924-1925.

## Rosa
| N. |                   | Ruolo | Calciatore        |
| -- | ----------------- | ----- | ----------------- |
|    | Italia (bandiera) | D     | Bassano           |
|    | Italia (bandiera) | P     | Angelo Belluomini |
|    | Italia (bandiera) | A     | Armando Bonino    |
|    | Italia (bandiera) | A     | Ernesto Bonino    |
|    | Italia (bandiera) | C     | Del Debbio        |
|    | Italia (bandiera) | C     | Giuntoli          |
|    | Italia (bandiera) | C     | Athos Mazzanti    |

| N. |                   | Ruolo | Calciatore       |
| -- | ----------------- | ----- | ---------------- |
|    | Italia (bandiera) | C     | Minghi           |
|    | Italia (bandiera) | A     | Niccolai         |
|    | Italia (bandiera) | D     | Andrigo Parlanti |
|    | Italia (bandiera) | C     | Odoacre Pardini  |
|    | Italia (bandiera) | A     | Ravaglione       |
|    | Italia (bandiera) | A     | Carlo Ricci      |
|    | Italia (bandiera) | C     | Vira             |